# Nasonovia stroyani
Nasonovia stroyani är en insektsart som beskrevs av Heie 1980. Nasonovia stroyani ingår i släktet Nasonovia och familjen långrörsbladlöss. Inga underarter finns listade i Catalogue of Life.